# David Clarkson
David Clarkson (ur. 10 września 1985 w Bellshill, Szkocja) – szkocki piłkarz grający na pozycji napastnika. Jest bratankiem Phila O'Donnella.

## Kariera piłkarska

### Kariera klubowa
Zadebiutował w lokalnym klubie Motherwell F.C. w grudniu 2002 roku strzelając pierwszą bramkę. Strzelił 13 bramek dla Motherwell w sezonie 2007/2008. W dniu 29 czerwca 2009 roku dołączył do klubu piłkarskiego Bristol City F.C. podpisując trzyletni kontrakt. W 2011 został wypożyczony do Brentford F.C. W latach 2012–2014 bronił barw Bristol Rovers F.C. 8 września 2014 zasilił skład Dundee F.C., a 25 czerwca 2015 wrócił do Motherwell. W maju 2016 odszedł do St. Mirren F.C., gdzie zakończył karierę piłkarza w roku 2017.

### Kariera reprezentacyjna
30 maja 2008 zadebiutował w narodowej reprezentacji Szkocji w meczu towarzyskim z Czechami. Wcześniej występował w młodzieżowej reprezentacji Szkocji.